# Vermicella multifasciata
Vermicella multifasciata är en ormart som beskrevs av Longman 1915. Vermicella multifasciata ingår i släktet Vermicella och familjen giftsnokar och underfamiljen havsormar. Inga underarter finns listade i Catalogue of Life.
Arten förekommer i Australien i delstaterna Northern Territory och Western Australia. Honor lägger ägg.